# Матвеев, Владимир Сергеевич
Влади́мир Серге́евич Матве́ев (21 июля [3 августа] 1909, Котельнич, Вятская губерния — 23 января 1963, Москва) — советский военнослужащий, Герой Советского Союза (1945), генерал-майор артиллерии (1958).

## Биография
Родился 21 июля (3 августа) 1909 года в городе Котельнич Вятской губернии. В 1928 году окончил 9 классов школы в городе Халтурин (ныне город Орлов Кировской области). В августе-ноябре 1928 — чернорабочий на заводе «Уралцветмет» в Свердловске (ныне город Екатеринбург), в 1928—1929 годах — воспитатель Нижнеисетского детского дома и Арамильского детского городка (Свердловская область), в 1929—1931 — учитель и заведующий школой в Брянске.
В армии с ноября 1931 года. Служил командиром взвода, помощником командира и командиром батареи в артиллерии (в Белорусском военном округе). В 1936 году окончил артиллерийские курсы усовершенствования командного состава (город Пушкин Ленинградской области). Служил командиром батареи и старшим адъютантом батареи (в Белорусском военном округе), помощником начальника штаба артиллерийского полка (в Сибирском военном округе), начальником артиллерии стрелкового полка и командиром артдивизиона (в Среднеазиатском военном округе).
Участник Великой Отечественной войны: с июля 1941 — командир дивизиона, а в октябре-декабре 1941 — командир 299-го артиллерийского полка (Резервный и Западный фронты). Участвовал в Смоленском сражении. 3 октября 1941 года вместе с полком попал в окружение в районе города Карачев (Брянская область), принял командование полком и 25 октября 1941 года вывел часть к своим в районе Тулы. Участвовал в обороне Тулы.
В декабре 1941 — марте 1943 — командир 841-го (с января 1942 — 31-го гвардейского) артиллерийского полка, в марте 1943 — июне 1944 — заместитель командира 12-й гвардейской стрелковой дивизии по артиллерии, в июне-июле 1944 — командир артиллерийской бригады 61-й армии, в июле 1944 — заместитель командующего артиллерией 61-й армии. Воевал на Брянском, Западном, Центральном, Белорусском и 1-м Белорусском фронтах. Участвовал в Тульской и Калужской операциях, боях на жиздринском и белёвском направлениях, Орловской, Черниговско-Припятской, Гомельско-Речицкой, Калинковичско-Мозырской и Белорусской операциях.
В августе 1944 — мае 1945 — командующий артиллерией 9-го гвардейского стрелкового корпуса. Воевал на 3-м и 1-м Прибалтийских, 1-м Белорусском фронтах. Участвовал в Рижской операции и блокаде курляндской группировки противника, Варшавско-Познанской, Восточно-Померанской и Берлинской операциях.
Особо отличился в ходе проведения Берлинской операции. В апреле 1945 года умело организовал действия артиллерии при форсировании реки Одер севернее города Врицен (Германия) и прорыве обороны противника на западном берегу реки.
За личное мужество и героизм, проявленные в боях, Указом Президиума Верховного Совета СССР от 31 мая 1945 года гвардии полковнику Матвееву Владимиру Сергеевичу присвоено звание Героя Советского Союза с вручением ордена Ленина и медали «Золотая Звезда».

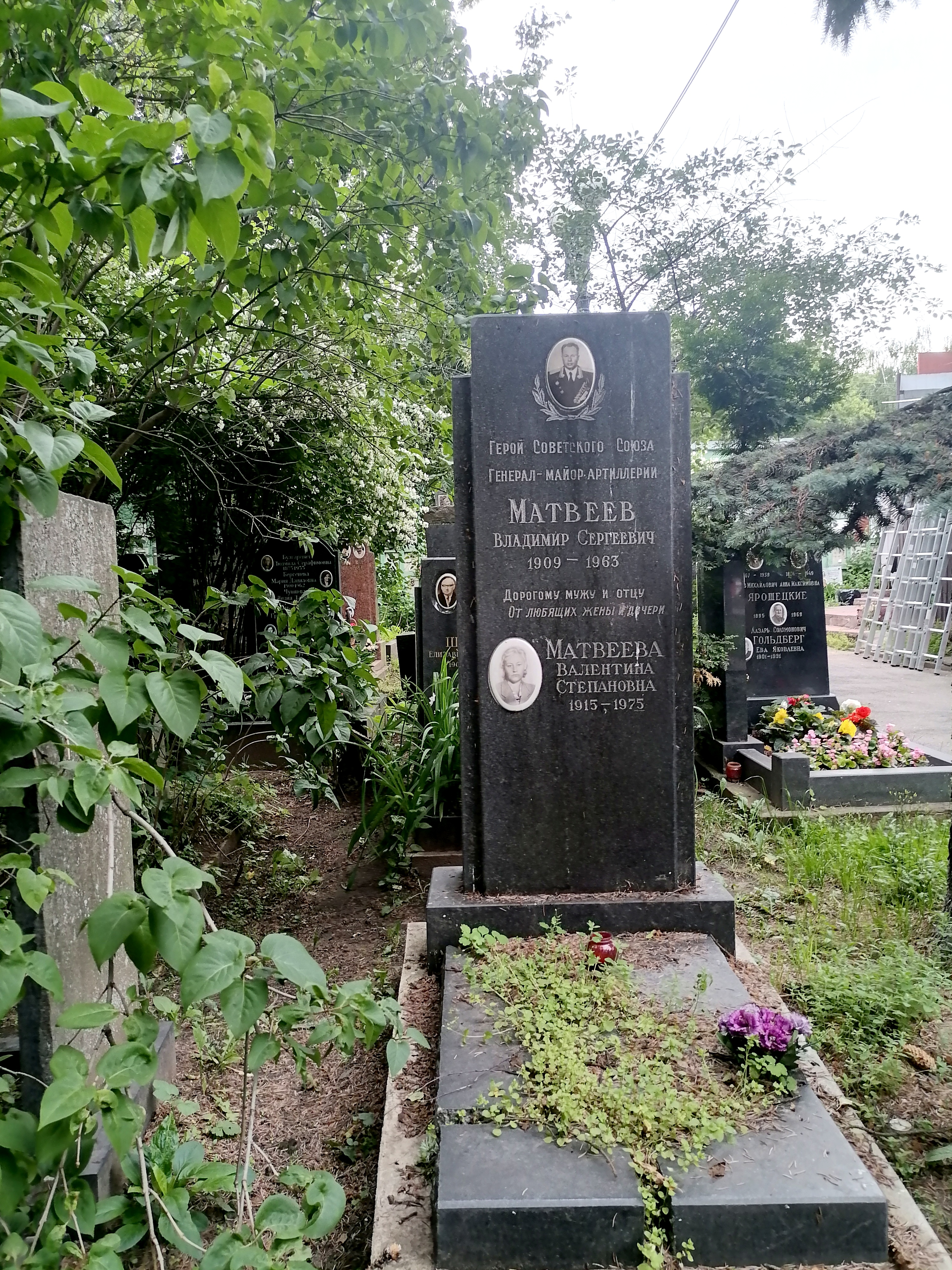
Могила В. С. Матвеева на Донском кладбище

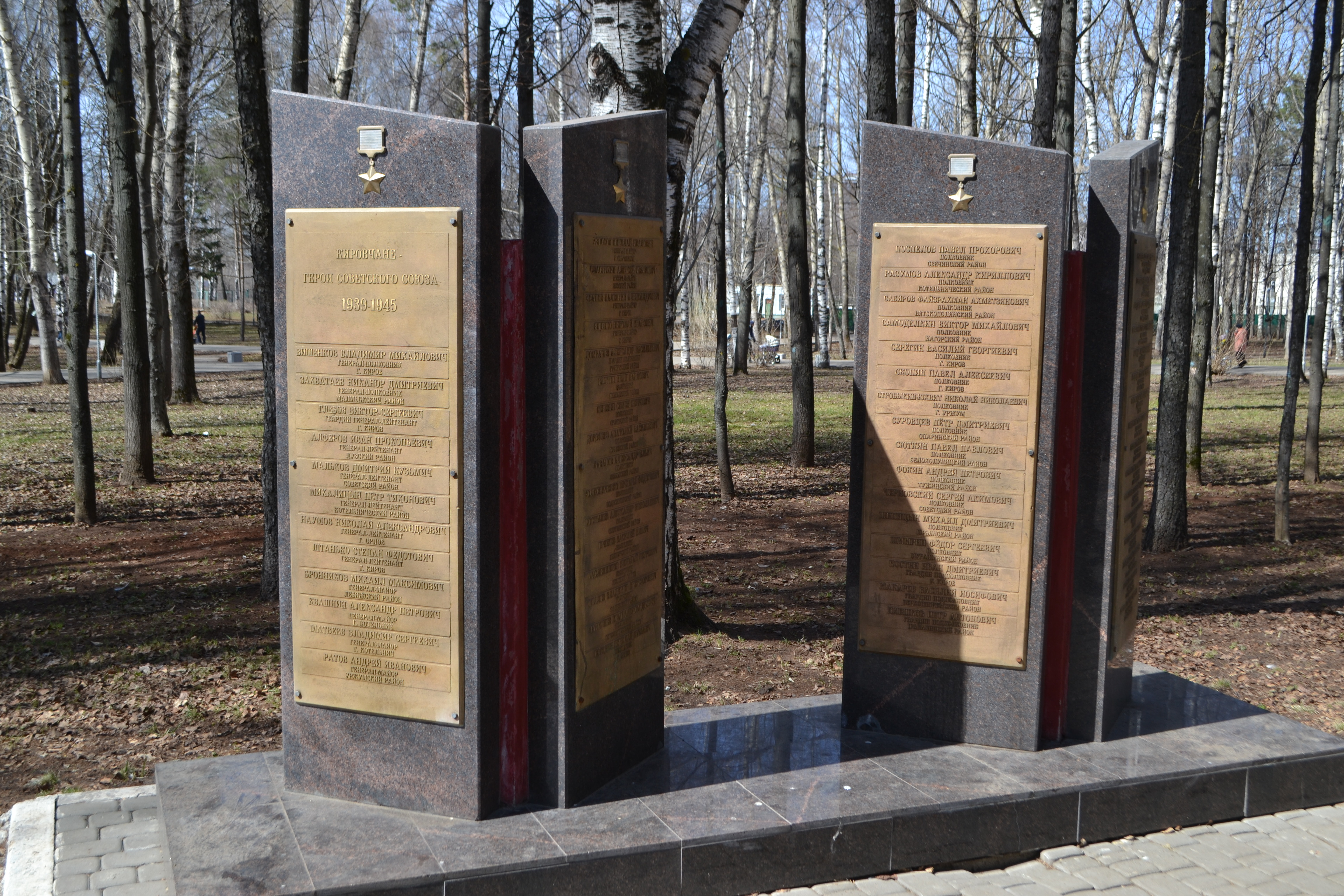
Кировчане-герои на памятной стелле (1-3) в парке Победы. Киров, май 2019 года

После войны до марта 1946 года продолжал командовать артиллерией стрелкового корпуса (в Белорусском военном округе). В 1946 году окончил Высшие академические курсы при Артиллерийской академии имени Ф. Э. Дзержинского. В 1946—1948 — заместитель командующих артиллерией армий (в Белорусском военном округе). В октябре 1948 — январе 1951 находился в загранкомандировке в Венгрии. Затем командовал артиллерией стрелкового корпуса (в Прикарпатском военном округе). В 1955—1956 — заместитель командующего артиллерией Беломорского военного округа, в 1956—1958 — командующий артиллерией танковой армии (в Группе советских войск в Германии). В 1959 году окончил Высшие академические курсы при Военной академии Генштаба. В 1959—1960 — заместитель командующего артиллерией Северо-Кавказского военного округа, в 1960—1962 — начальник ракетных войск и артиллерии Уральского военного округа. С августа 1962 года — в распоряжении главнокомандующего Сухопутными войсками.
Умер 23 января 1963 года в Москве. Похоронен на Донском кладбище (4 уч.) в Москве.

## Награды
- Герой Советского Союза (31.05.1945);
- три ордена Ленина (15.01.1944; 31.05.1945; 30.12.1956);
- четыре ордена Красного Знамени (25.04.1942; 2.08.1943; 3.11.1945; 13.06.1952);
- орден Александра Невского (12.02.1943);
- орден Красной Звезды (30.04.1947);
- медаль «За боевые заслуги» (6.11.1945);
- другие медали.

## Память
- В парке Победы в Кирове увековечно имя Героя.
- В городе Котельнич на доме, в котором жил В. С. Матвеев, установлена мемориальная доска.